# Corpse Party
Corpse Party (Nhật: コープスパーティー Hepburn: Kōpusu Pātī) là một loạt trò chơi video thuộc thể loại phiêu lưu và dōjin soft, ban đầu do Kedōin Makoto sáng tạo và Team GrisGris phát triển. Trò chơi đầu tiên trong loạt được phát triển bằng phần mềm RPG Maker RPG phiên bản Tsukūru Dante 98 và phát hành ngày 22 tháng 4 năm 1996 cho PC-9801. Tiếp theo là ba bản làm lại: Corpse Party: NewChapter, đã được phát hành dù chưa hoàn chỉnh dánh cho điện thoại di động từ ngày 3 tháng 10 năm 2006 đến ngày 26 tháng 12 năm 2007, Corpse Party: Blood Covered phát hành cho Microsoft Windows từ ngày 8 tháng 3 năm 2008 đến ngày 28 tháng 7 năm 2011 và Corpse Party: Blood Covered ...Repeated Fear phát hành cho PlayStation Portable ngày 12 tháng 8 năm 2010 và iOS ngày 9 tháng 2 năm 2012. Marvelous USA phát hành trò chơi ở Bắc Mỹ và Châu Âu với tên Corpse Party. Marvelous USA đã lên kế hoạch phát hành phiên bản địa phương Corpse Party Blood Covered cho PC ở Bắc Mỹ vào năm 2015, nhưng nó đã bị trì hoãn cho đến năm 2016. Phiên bản 3DS của trò chơi có tựa "Corpse Party Blood Covered: ...Repeated Fear" đã phát hành tại Nhật Bản ngày 30 tháng 7 năm 2015 và chứa một chương bổ sung mới không có trong Phiên bản PSP và iOS.
Tựa game trên PSP, Corpse Party: Book of Shadows, là phần tiếp theo, phát hành cho PSP ngày 1 tháng 9 năm 2011 tại Nhật Bản và ngày 15 tháng 1 năm 2013 ở Bắc Mỹ. Một trò chơi phụ, Corpse Party: Sweet Sachiko's Hysteric Birthday Bash, phát hành cho PSP tại Nhật Bản ngày 2 tháng 8 năm 2012, và Windows trên toàn thế giới ngày 10 tháng 4 năm 2019. Phần tiếp theo trực tiếp của Corpse Party: Book of Shadows, gọi là Corpse Party: Blood Drive, đã phát hành ở Nhật Bản ngày 24 tháng 7 năm 2014, trên PlayStation Vita, và XSeed Games phát hành ở Bắc Mỹ ngày 13 tháng 10 năm 2015 và ở Châu Âu ngày 20 tháng 10 năm 2015.
Một phần tiếp theo khác có tên Corpse Party 2: Dead Patient do GrindHouse, một dōjin circle được thành lập bởi các thành viên liên kết với Team GrisGris sáng tạo cho PC. Game lên kế hoạch phát hành nhiều tập, với chương đầu tiên phát hành ngày 29 tháng 5 năm 2013.
Loạt đã tạo ra một số tác phẩm manga, một loạt anime OVA, drama CD, các điểm tham quan trong công viên giải trí và hai bộ live aciton.

## Bối cảnh và cốt truyện
Cốt truyện của trò chơi "Corpse Party" ban đầu liên quan đến một nhóm học sinh trung học Nhật Bản tổ chức lễ hội văn hóa tại trường. Cả nhóm đang kể chuyện ma thì một trận động đất đột ngột đưa họ đến một ngôi trường đổ nát ở một chiều không gian khác. Ngôi trường bị những bóng ma của những người từng bị mắc kẹt ở đó ám ảnh nặng nề. Nhân vật chính là Mochida Satoshi, một học sinh trung học tốt bụng, hay bị bạn cùng lớp trêu chọc vì bản tính hèn nhát. Ba trong số các nhân vật khác cũng là học sinh cùng lớp với Satoshi: Nakashima Naomi, bạn thời thơ ấu của Satoshi; Kishinuma Yoshiki, một học sinh đáng sợ nhưng tốt bụng; và lớp trưởng Shinozaki Ayumi. Người quy tụ cả nhóm là Mochida Yuka, em gái của Satoshi. Nhân vật phản diện của trò chơi là hồn ma của một cựu học sinh, một cô gái mặc váy đỏ tìm cách báo thù sau khi bị một giáo viên hại chết từ nhiều năm trước.

## Danh sách phương tiện truyền thông
| Tựa                                                  | Phát triển          | Xuất bản                                         | Hệ máy               | Ngày phát hành                                       | Ngày phát hành             | Ngày phát hành            |
| Tựa                                                  | Phát triển          | Xuất bản                                         | Hệ máy               | Nhật Bản                                             | Bắc Mỹ                     | Châu Âu                   |
| ---------------------------------------------------- | ------------------- | ------------------------------------------------ | -------------------- | ---------------------------------------------------- | -------------------------- | ------------------------- |
| CORPSE-PARTY                                         | Kenix Soft          | JP: Kenix Soft                                   | PC-9801              | Ngày 22 tháng 4 năm 1996                             | —                          | —                         |
| Corpse Party: NewChapter                             | Team GrisGris       | JP: Team GrisGris                                | Mobile               | Ngày 3 tháng 10 năm 2006 – Ngày 26 tháng 12 năm 2007 | —                          | —                         |
| Corpse Party: Blood Covered                          | Team GrisGris       | JP: Team GrisGris WW: Xseed Games, Marvelous USA | Windows              | Ngày 8 tháng 3 năm 2008 – Ngày 28 tháng 7 năm 2011   | Ngày 25 tháng 4 năm 2016   | Ngày 25 tháng 4 năm 2016  |
| Corpse Party: Blood Covered ...Repeated Fear         | Team GrisGris, 5pb. | JP: 5pb NA: Marvelous USA EU: Marvelous Europe   | PlayStation Portable | Ngày 12 tháng 8 năm 2010                             | Ngày 22 tháng 11 năm 2011  | Ngày 14 tháng 12 năm 2011 |
| Corpse Party: Blood Covered ...Repeated Fear         | Team GrisGris, 5pb. | JP: 5pb NA: Marvelous USA EU: Marvelous Europe   | iOS                  | Ngày 9 tháng 2 năm 2012                              | Ngày 14 tháng 8 năm 2012   | Ngày 14 tháng 8 năm 2012  |
| Corpse Party: Blood Covered ...Repeated Fear         | Team GrisGris, 5pb. | JP: 5pb NA: Marvelous USA EU: Marvelous Europe   | Nintendo 3ds         | Ngày 30 tháng 7 năm 2015                             | Ngày 25 tháng 10 năm 2016  | Ngày 26 tháng 10 năm 2016 |
| Corpse Party: Blood Covered ...Repeated Fear         | Team GrisGris, 5pb. | JP: 5pb NA: Marvelous USA EU: Marvelous Europe   | Nintendo Switch      | Ngày 18 tháng 2 năm 2021                             | Ngày 20 tháng 10 năm 20211 | Ngày 20 tháng 10 năm 2021 |
| Corpse Party: Blood Covered ...Repeated Fear         | Team GrisGris, 5pb. | JP: 5pb NA: Marvelous USA EU: Marvelous Europe   | PlayStation 4        | Ngày 18 tháng 2 năm 2021                             | Ngày 20 tháng 10 năm 20211 | Ngày 20 tháng 10 năm 2021 |
| Corpse Party: Blood Covered ...Repeated Fear         | Team GrisGris, 5pb. | JP: 5pb NA: Marvelous USA EU: Marvelous Europe   | Xbox One             | —                                                    | Ngày 20 tháng 10 năm 20211 | Ngày 20 tháng 10 năm 2021 |
| Corpse Party: Blood Covered ...Repeated Fear         | Team GrisGris, 5pb. | JP: 5pb NA: Marvelous USA EU: Marvelous Europe   | Windows              | Ngày 20 tháng 10 năm 2021                            | Ngày 20 tháng 10 năm 20211 | Ngày 20 tháng 10 năm 2021 |
| Corpse Party: Book of Shadows                        | Team GrisGris, 5pb. | JP: 5pb NA: Marvelous USA EU: Marvelous Europe   | PlayStation Portable | Ngày 1 tháng 9 năm 2011                              | Ngày 15 tháng 1 năm 2013   | Ngày 23 tháng 1 năm 2013  |
| Corpse Party: Book of Shadows                        | Team GrisGris, 5pb. | JP: 5pb NA: Marvelous USA EU: Marvelous Europe   | iOS                  | Ngày 17 tháng 12 năm 2013                            | —                          | —                         |
| Corpse Party: Book of Shadows                        | Team GrisGris, 5pb. | JP: 5pb NA: Marvelous USA EU: Marvelous Europe   | Windows              | Ngày 29 tháng 10 năm 2018                            | Ngày 29 tháng 10 năm 2018  | Ngày 29 tháng 10 năm 2018 |
| Corpse Party: Sweet Sachiko's Hysteric Birthday Bash | Team GrisGris, 5pb. | JP: 5pb WW: Xseed Games, Marvelous USA           | PlayStation Portable | Ngày 8 tháng 2 năm 2012                              | —                          | —                         |
| Corpse Party: Sweet Sachiko's Hysteric Birthday Bash | Team GrisGris, 5pb. | JP: 5pb WW: Xseed Games, Marvelous USA           | Windows              | Ngày 10 tháng 4 năm 2019                             | Ngày 10 tháng 4 năm 2019   | Ngày 10 tháng 4 năm 2019  |
| Corpse Party 2: Dead Patient                         | GrindHouse          | JP: GrindHouse                                   | Windows              | Ngày 29 tháng 5 năm 2013                             | —                          | —                         |
| Corpse Party: Blood Drive                            | Team GrisGris, 5pb. | JP: 5pb NA: Marvelous USA EU: Marvelous Europe   | PlayStation Vita     | Ngày 24 tháng 7 năm 2014                             | Ngày 20 tháng 10 năm 2015  | Ngày 20 tháng 10 năm 2015 |
| Corpse Party: Blood Drive                            | Team GrisGris, 5pb. | JP: 5pb NA: Marvelous USA EU: Marvelous Europe   | Android, iOS         | Ngày 31 tháng 1 năm 2017                             | Ngày 31 tháng 1 năm 2017   | Ngày 31 tháng 1 năm 2017  |
| Corpse Party: Blood Drive                            | Team GrisGris, 5pb. | JP: 5pb NA: Marvelous USA EU: Marvelous Europe   | Windows              | Ngày 10 tháng 10 năm 2019                            | Ngày 10 tháng 10 năm 2019  | Ngày 10 tháng 10 năm 2019 |
| Corpse Party: Blood Drive                            | Team GrisGris, 5pb. | JP: 5pb NA: Marvelous USA EU: Marvelous Europe   | Nintendo Switch      | Ngày 10 tháng 10 năm 2019                            | Ngày 10 tháng 10 năm 2019  | Ngày 10 tháng 10 năm 2019 |
| Corpse Party 2: Dead Patient Neues                   | GrindHouse          | JP: GrindHouse WW: Xseed Games, Marvelous USA    | Windows              | Ngày 5 tháng 10 năm 2017                             | Ngày 23 tháng 10 năm 2019  | Ngày 23 tháng 10 năm 2019 |

| Tựa                                                  | Tác giả       | Minh họa           | Xuất bản      | Tạp chí                      | Chương         | Phát hành                                            |
| ---------------------------------------------------- | ------------- | ------------------ | ------------- | ---------------------------- | -------------- | ---------------------------------------------------- |
| Corpse Party: Blood Covered                          | Makoto Kedōin | Toshimi Shinomiya  | Square Enix   | Gangan Powered, Gangan Joker | 10 (47 Chương) | Ngày 22 tháng 8 năm 2008 – Ngày 22 tháng 10 năm 2012 |
| Corpse Party: Musume                                 | Makoto Kedōin | Mika Orii          | Media Factory | Monthly Comic Alive          | 3 (20 Chương)  | Ngày 27 tháng 8 năm 2010 – Ngày 27 tháng 7 năm 2012  |
| Corpse Party: Another Child                          | Makoto Kedōin | Shunsuke Ogata     | Mag Garden    | Monthly Comic Blade          | 3 (17 Chương)  | Ngày 30 tháng 8 năm 2011 – Ngày 28 tháng 2 năm 2013  |
| Corpse Party: Book of Shadows                        | Makoto Kedōin | Mika Orii          | Media Factory | Monthly Comic Alive          | 3 (24 Chương)  | Ngày 23 tháng 8 năm 2012 – Ngày 24 tháng 3 năm 2014  |
| Corpse Party: Sweet Sachiko's Hysteric Birthday Bash | Makoto Kedōin | Tsubakurou Shibata | Enterbrain    | Famitsu Comic Clear          | 2 (12 Chương)  | Ngày 22 tháng 6 năm 2013 – Ngày 15 tháng 1 năm 2015  |
| Corpse Party Cemetery 0: Kaibyaku no Ars Moriendi    | Makoto Kedōin | Ichihaya           | Takeshobo     | Manga Life Win               | 2 (19 Chương)  | Ngày 22 tháng 6 năm 2013 – Ngày 17 tháng 4 năm 2014  |

| Tựa                           | Đạo diễn        | Sản xuất       | Thời lượng       | Ngày phát hành             |
| ----------------------------- | --------------- | -------------- | ---------------- | -------------------------- |
| Corpse Party: Missing Footage | Akira Iwanaga   | Asread         | 11 phút          | Ngày 8 tháng 2 năm 2012    |
| Corpse Party: Tortured Souls  | Akira Iwanaga   | Asread         | 117 phút (4 tập) | Ngày 24 tháng 7 năm 2013   |
| Corpse Party                  | Masafumi Yamada | Kadokawa Daiei | 93 phút          | Ngày 1 tháng 8 năm 2015    |
| Corpse Party Book of Shadows  | Masafumi Yamada | Kadokawa Daiei | 93 phút          | Ngày 30 tháng Bảy năm 2016 |

## Tiếp nhận quan trọng
| Trò chơi                      | GameRankings                 | Metacritic                            |
| ----------------------------- | ---------------------------- | ------------------------------------- |
| Corpse Party                  | (PSP) 73% (PC) 71% (3DS) 81% | (PSP) 71/100 (PC) 71/100 (3DS) 77/100 |
| Corpse Party: Book of Shadows | (PSP) 68%                    | (PSP) 67/100                          |
| Corpse Party: Blood Drive     | (VITA) 60% (Switch) 50%      | (VITA) 60/100 (Switch) 54/100         |
| Corpse Party 2: Dead Patient  | -                            | 67/100                                |

Mặc dù về tổng thể, loạt nhận nhiều đánh giá trái chiều, từ tiêu cực đến tích cực, nhưng game vẫn có thể coi là "loạt được yêu thích nhất" ở Nhật Bản với lượng người hâm mộ theo dõi cuồng nhiệt. Famitsu đánh giá Corpse Party: Blood Drive điểm số 29/40.

## Chuyển thể
Loạt trò chơi điện tử đã được chuyển thể thành bốn bộ manga: Corpse Party: Blood Covered, do Square Enix xuất bản; Corpse Party: Musume và Corpse Party: Book of Shadows, do Media Factory xuất bản ; và Corpse Party: Another Child, do Mag Garden xuất bản. Bộ manga đã bán được hơn 1 triệu bản, tính đến tháng 5 năm 2015.
Một phim hoạt hình gốc (OVA), Corpse Party: Missing Footage, phát hành ngày 2 tháng 8 năm 2012. Một OVA khác bao gồm bốn tập có tựa Corpse Party: Tortured Souls, phát hành ngày 24 tháng 7 năm 2013, và sau đó do Section23 Films cấp phép.
Một bộ phim chuyển thể sau đó phát hành ngày 1 tháng 8 năm 2015, trong khi phim chuyển thể từ Corpse Party: Book of Shadows phát hành ngày 30 tháng 6 năm 2016.

## Lệnh cấm của Trung Quốc
Vào 12 tháng 6, 2015, Bộ trưởng Bộ Văn hóa Trung Quốc đã đưa Bữa tiệc tử thi vào danh sách một trong 38 anime và manga bị cấm tại nước này.